# Amalia Ciardi Dupré
Amalia Ciardi Dupré (Firenze, 30 novembre 1934 – Firenze, 25 novembre 2024) è stata una scultrice italiana.

## Biografia
Pronipote dello scultore Giovanni Dupré (la cui figlia Amalia, di lei omonima, fu zia da parte materna, deceduta qualche anno prima della sua nascita), si formò all'Accademia di belle arti di Firenze, perfezionandosi successivamente nella scultura tra Milano e Roma. I suoi riferimenti, oltre alla scultura rinascimentale toscana e la tradizione accademica ottocentesca - a cui era legata la sua famiglia - furono alcuni maestri del Novecento, quali Arturo Martini, Marino Marini e Giacomo Manzù. 
Negli anni partecipò a numerose mostre personali e collettive, in Italia e all'estero, ricevendo numerosi riconoscimenti e premi. Tra il 1970 e il 1980 fu anche docente al Liceo Artistico e all'Istituto d'Arte di Firenze.
Nella sua produzione degli anni 1960 e '70 abbracciò uno stile espressionista, denunciante i grandi problemi della sua epoca, come le guerre, le carestie, l'epoca delle stragi e tutte le forme di sopraffazione. Collaborò con numerosi architetti (quali Luigi Bicocchi, Roberto Monsani, Raffaello Fagnoni, Pier Niccolò Berardi) per le decorazioni scultoree di edifici, in particolare per gli arredi liturgici di chiese di nuova realizzazione o ristrutturazione. Tra queste, la cappella di San Lorenzo nella chiesa di Vincigliata (Storie bibliche), la chiesa di San Bernardino (Via Crucis, Crocifisso e altro), o la chiesa di Montebeni, tutte a Fiesole.
Lavorò spesso per ordini religiosi quali (Vallombrosani, Rogazionisti, Cappuccini) e realizzò monumenti dedicati a santi quali Padre Pio, Annibale Maria Di Francia, Giovanni Gualberto e altri.
In Italia le sue opere si trovano in piazze, chiese e altri luoghi pubblici di Firenze, Fiesole, Livorno, Prato, Pisa, Roma, Pordenone, Udine e Foggia; all'estero, a New York e a Parigi.
Nel 2015 inaugurò in via degli Artisti a Firenze il "Museo CAD - Amalia Ciardi Duprè" (CAD dalle iniziali con le quali sigla le sue opere), dove presentò alcune delle sue ultime opere. Oltre che sede della fondazione che porta il suo nome, lo spazio ospita concerti e incontri, ed è annesso a un laboratorio in cui la scultrice trasmetteva le sue conoscenze ai suoi allievi, soprattutto donne.